# Nazionale maschile di cricket del Kenya
La nazionale di cricket del Kenya è la selezione nazionale che rappresenta il Kenya nel gioco del cricket.

## Storia
Negli anni sessanta e settanta i giocatori keniani parteciparono a diversi eventi internazionali come parte della nazionale dell'Africa Orientale, nonostante una nazionale keniana fosse stata istituita già dal 1951.
Il debutto in coppa del mondo avvenne nell'edizione 1996, in cui la squadra fu eliminata al primo turno. Il grande exploit avvenne però nell'edizione 2003 in cui la squadra riuscì ad arrivare sorprendentemente in semifinale sconfiggendo lungo il percorso le quotate Sri Lanka, Bangladesh e Zimbabwe.
In seguito alla straordinaria performance, corredata anche da risultati di prestigio come la finale raggiunta nell'edizione 2005 dell'ICC Intercontinental Cup si ventilò l'opzione di ammettere la squadra al test cricket; tuttavia negli anni seguenti la squadra non si dimostrò all'altezza delle aspettative arrivando a perdere anche il suo ODI status.